# Густав Радде
Густав Фердинанд Ріхард Йоганнес фон Радде (нім. Gustav Ferdinand Richard Johannes von Radde; 27 листопада 1831 — 2 березня 1903) — німецький натураліст, мандрівник і дослідник.

## Біографія
Уродженець Данціга, син шкільного вчителя. Спершу працював аптекарем. Радде цікавився природознавством, і в 1852 році він відмовився від своєї кар'єри і два роки провів у Криму разом з ботаніком Християном фон Стевеном, збираючи як рослини, так і тварини. Далі були експедиції на південь Росії з Йоганном Фрідріхом фон Брандтом та Карлом Ернстом фон Бером. Він був ботаніком і зоологом у Східно-Сибірської експедиції 1855 року, яку очолював астроном Людвіг Шварц.
У 1864 році Радде поселився у Тбілісі. У тому ж році він досліджував область навколо гори Ельбрус, найвищої гори Кавказу. Крім колекцій багатьох рослин він описав мови, легенди та звичаї місцевих народів. Він створив музей (Кавказький музей) та бібліотеку в Тбілісі для виставки своїх відкриттів. Також він здійснив експедиції уздовж узбережжя Чорного моря та схід до Каспійського моря та до Ашгабада. У 1895 році він відплив до Індії та Японії з великим князем Михайлом, а через два роки він був офіційним натуралістом під час візиту членів російської імператорської родини до Північної Африки. Згодом він став членом Державної ради у Тбілісі.
У 1884 році Густав Радде удостоєний головування на першому Міжнародного орнітологічного конгресу у Відні. Він також був іноземним членом Британського орнітологічного товариства і Лондонського зоологічного товариства. Нагороджений Золотою медаллю Мецената Королівського географічного товариства в 1889 році та медаллю Костянтина Імператорського російського географічного товариства в 1898 році.

## Епоніми
На честь Густава Радде названі:
- вид планарії Baikalobia raddei
- види лускокрилих:
  - Nemophora raddei
  - Miyakea raddeella
  - Nicetosoma raddei
  - Aldania raddei
- вид ропух Pseudepidalea raddei (ропуха монгольська)
- вид ящірок Darevskia raddei
- вид агам Phrynocephalus raddei (круглоголовка закаспійська)
- вид гадюк Montivipera raddei
- вид землерийок Sorex raddei
- вид хом'яків Mesocricetus raddei
- 62 види рослин[4]

## Колекції
Радде зібрав численну колекцію комах, яка розділена на дві частини, що зберігаються:
- матеріали із Забайкалля та Амура знаходяться в Зоологічному музеї Російської академії наук;
- Кавказькі і транскаспійські експонати знаходяться в зоологічному відділі Грузинського національного музею в Тбілісі.